# Formación Candeleros
La Formación Candeleros  (anteriormente conocida como el Miembro Candeleros de la "Formación Río Limay") es una formación geológica aflorante en las provincias de Río Negro, Neuquén, y Mendoza de Argentina. Es la formación más antigua en el Grupo Neuquén y pertenece al Subgrupo Río Limay. Anteriormente dicho subgrupo era tratado como formación, y la Formación Candeleros se conocía como el Miembro Candeleros.
La formación fue denominada por Juan Keidel en 1939, y su nombre se debe a las particulares formas que la erosión produjo en las rocas.
La localidad tipo de la Formación Candeleros se encuentra en el Cerro Candeleros, provincia de Neuquén. Esta formación suprayace discordantemente a la Formación Rayoso en el norte de la cuenca y a la Formación Lohan Cura al sur de la dorsal de Huincul, y a su vez es superpuesta por la Formación Huincul, también una unidad del Grupo Neuquén. Se compone esencialmente de areniscas y conglomerados masivos de grano grueso y medio, violeta, púrpura, rojo oscuro y de color marrón, depositados en un entorno fluvial bajo regímenes trenzados y sinuosos, así como en condiciones eólicas.
La Formación Candeleros presenta cerca de 300 metros de potencia en algunas secciones. En general, la formación representa un sistema de antiguos ríos anastomosados, compuesto mayoritariamente de areniscas y conglomerados masivos de grano grueso y medio, de colores violeta, púrpura, rojo oscuro y marrón. Hay también se secciones aisladas que representan deposición eólica (dunas), y limolitas depositadas bajo condiciones de ciénaga. Son comunes las presencias de paleosuelos.

## Edad

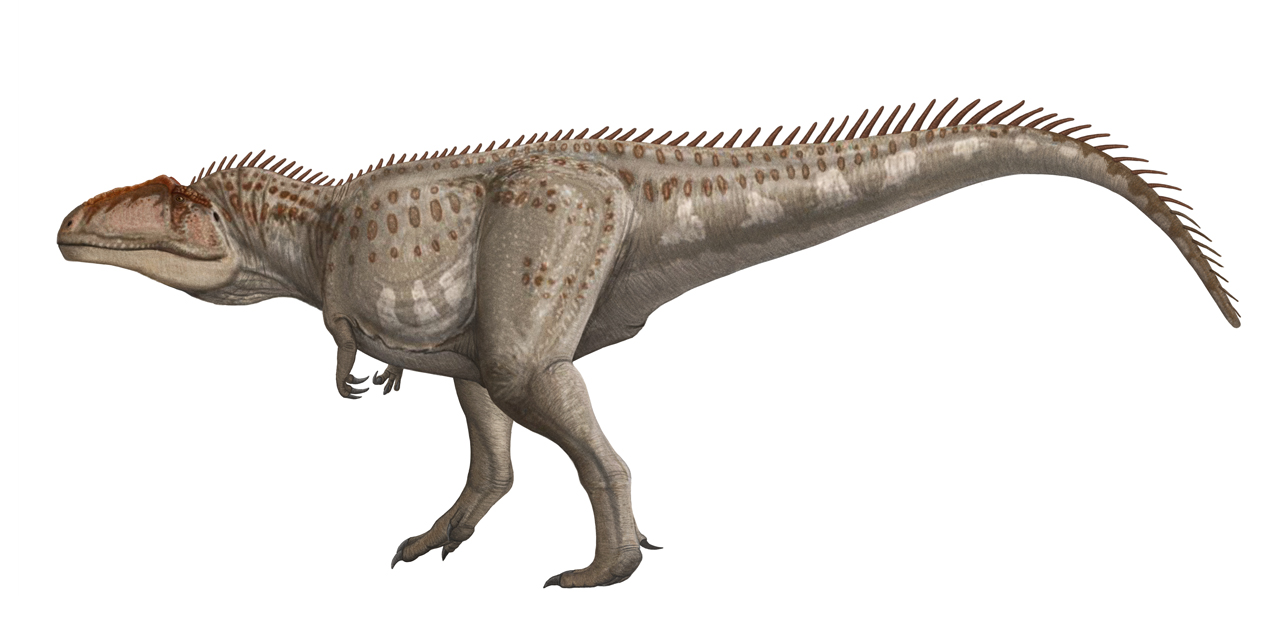
Reconstrucción de Giganotosaurus carolinii

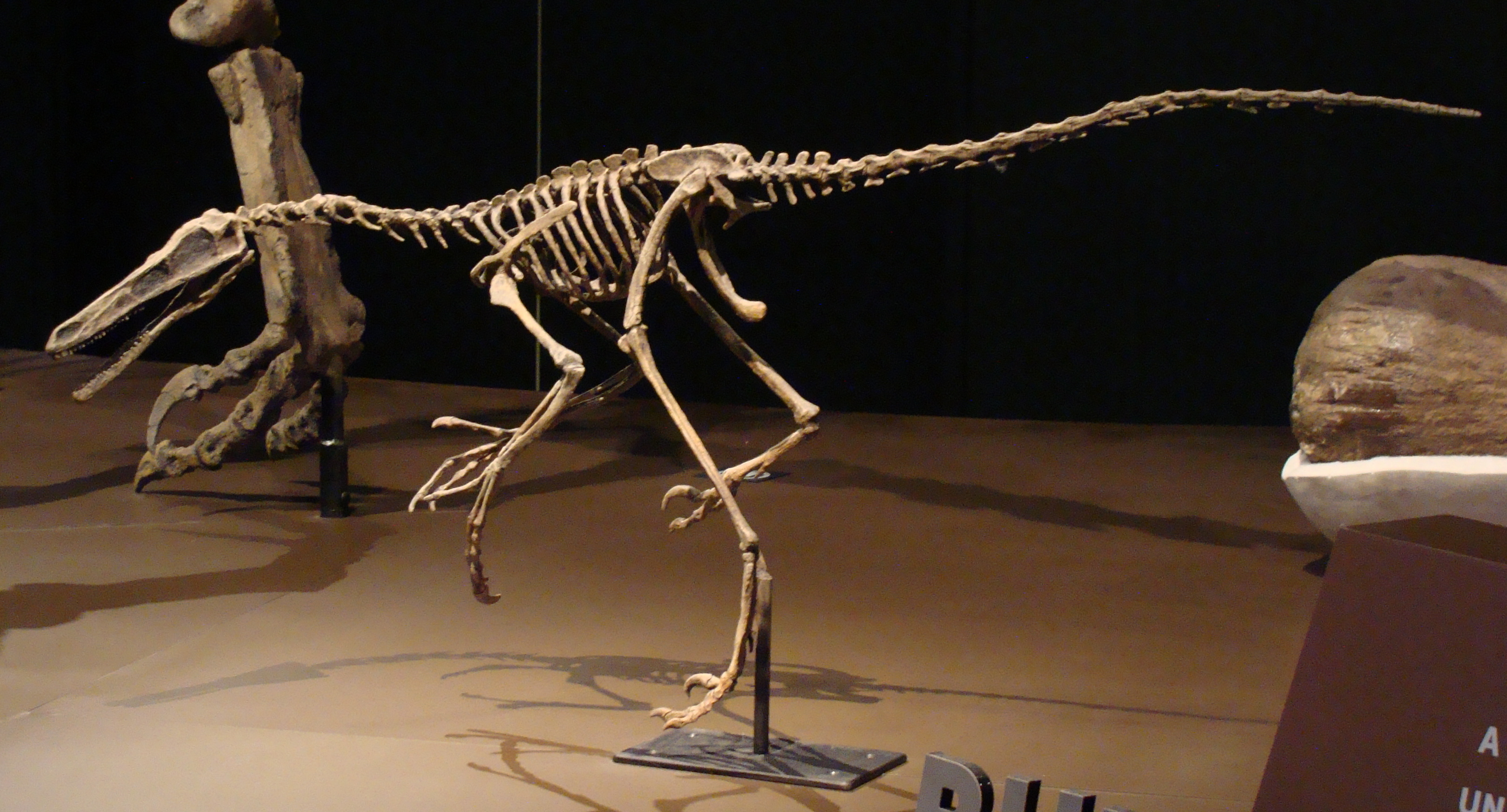
Esqueleto de Buitreraptor gonzalezorum

Era: Mesozóico
Periodo: Cretácico Superior
Piso: Cenomaniano temprano
Edad Absoluta: ~100 a 97 ~mda

## Animales

### Terópodos
| Género           |                     | Clasificación Filogenética | Yacimiento paleontológico      | Estatus |
| ---------------- | ------------------- | -------------------------- | ------------------------------ | ------- |
| Alnashetri       | A. cerropoliciensis | Alvarezsauridae            | La Buitrera, RN                | Válido  |
| Bicentenaria     | B. argentina        | Coelurosauria basal        | Costa Sur Lago Ramos Mexía, RN | Válido  |
| Buitreraptor     | B. gonzalezorum     | Unenlagiinae               | La Buitrera, RN                | Válido  |
| Ekrixinatosaurus | E. novasi           | Abelisauridae              | Bajo de Añelo, NQN             | Válido  |
| Giganotosaurus   | G. carolinii        | Carcharodontosauridae      | El Chocón, NQN                 | Válido  |

### Saurópodos
| Género          | Especies        | Clasificación Filogenética | Yacimiento paleontológico | Estatus |
| --------------- | --------------- | -------------------------- | ------------------------- | ------- |
| Andesaurus      | A. delgadoi     | Titanosauria               | El Chocón, NQN            | Válido  |
| Limaysaurus     | L. tessonei     | Rebbachisauridae           | El Chocón, NQN            | Válido  |
| Nopcsaspondylus | N. alarconensis | Rebbachisauridae           | Barda Alarcón, NQN        | Válido  |
| Rayososaurus    | R. agrioensis   | Rebbachisauridae           | Agrio del Medio, NQN      | Válido  |

### Crocodilomorfos
| Género        | Especies         | Clasificación Filogenética | Área Paleontológica | Estatus |
| ------------- | ---------------- | -------------------------- | ------------------- | ------- |
| Araripesuchus | A. buitreraensis | Uruguaysuchidae            | La Buitrera, RN     | Válido  |
| Araripesuchus | A. patagonicus   | Uruguaysuchidae            | El Chocón, NQN      | Válido  |

### Lepidosaurios
| Género           | Especies      | Clasificación Filogenética | Área Paleontológica | Estatus      |
| ---------------- | ------------- | -------------------------- | ------------------- | ------------ |
| Kaikaifilusaurus | K. calvoi     | Sphenodontidae             | El Chocón, NQN      | Nomen dubium |
| Najash           | N. rionegrina | Serpentes                  | La Buitrera, RN     | Válido       |
| Priosphenodon    | P. avelasi    | Sphenodontidae             | La Buitrera, RN     | Válido       |

### Quelonios
| Género        | Especies         | Clasificación Filogenética | Yacimiento paleontológico | Estatus |
| ------------- | ---------------- | -------------------------- | ------------------------- | ------- |
| Prochelidella | P. buitreraensis | Chelidae                   | El Chocón, NQN            | Válido  |

### Mamíferos
| Género   | Especies       | Clasificación Filogenética | Yacimiento paleontológico | Estatus |
| -------- | -------------- | -------------------------- | ------------------------- | ------- |
| Cronopio | C. dentiacutus | Meridiolestida             | La Buitrera, RN           | Válido  |

### Anuros
| Género         | Especies  | Clasificación Filogenética | Yacimiento paleontológico | Estatus |
| -------------- | --------- | -------------------------- | ------------------------- | ------- |
| Avitabatrachus | A. uliana | Pipoidea                   | Los Gigantes, RN          | Válido  |

### Peces
| Género    | Especies      | Clasificación Filogenética | Yacimiento paleontológico | Estatus |
| --------- | ------------- | -------------------------- | ------------------------- | ------- |
| Ceratodus | C. argentinus | Ceratodontiformes          | La Buitrera, RN           | Válido  |

### Icnoespecies de tetrápodos
| Género            | Especies       | Clasificación Filogenética | Yacimiento paleontológico | Estatus                       |
| ----------------- | -------------- | -------------------------- | ------------------------- | ----------------------------- |
| Abelichnus        | A. astigarrae  | Theropoda                  | Picún Leufú, NQN          | Válido                        |
| Bonaparteichnium  | B. tali        | Ornithopoda                | Picún Leufú, NQN          | Sinónimo de Limayichnus major |
| Bressanichnus     | B. patagonicus | Theropoda                  | Picún Leufú, NQN          | Válido                        |
| Candeleroichnus   | C. canalei     | Theropoda                  | Picún Leufú, NQN          | Válido                        |
| Deferrariischnium | D. mapuchensis | Theropoda                  | Picún Leufú, NQN          | Válido                        |
| Limayichnus       | L. major       | Ornithopoda                | Picún Leufú, NQN          | Válido                        |
| Picunichnus       | P. benedettoi  | Theropoda                  | Picún Leufú, NQN          | Válido                        |
| Pteraichnus       | sp.            | Pterosauria                | Picún Leufú, NQN          | Válido                        |
| Sauropodichnus    | S. giganteus   | Sauropoda                  | Picún Leufú, NQN          | Válido                        |
| Sousaichnium      | S. monettae    | Ornithopoda                | Picún Leufú, NQN          | Válido                        |